# Lech Klinger
Lech Klinger (ur. 5 marca 1947) – polski lekkoatleta, skoczek wzwyż, mistrz i reprezentant Polski.

## Kariera sportowa
Był zawodnikiem Sokoła Żary i Lumelu Zielona Góra.
W latach 1969–1971 reprezentował Polskę w dwunastu meczach międzypaństwowych, odnosząc jedno zwycięstwo indywidualne. M.in. wystąpił w półfinale i finale Pucharu Europy w 1970 (w półfinale był trzeci, z wynikiem 2,07, w finale siódmy, z wynikiem 2,05). W 1971 wystąpił w halowych mistrzostwach Europy, zajmując 18 miejsce ex equo, z wynikiem 2,05.
Na mistrzostwach Polski seniorów na otwartym stadionie wywalczył złoto w 1970 i dwa srebra (1969, 1971).
Rekord życiowy w skoku wzwyż: 2,14 (5.07.1970).